# Ellsworthova země

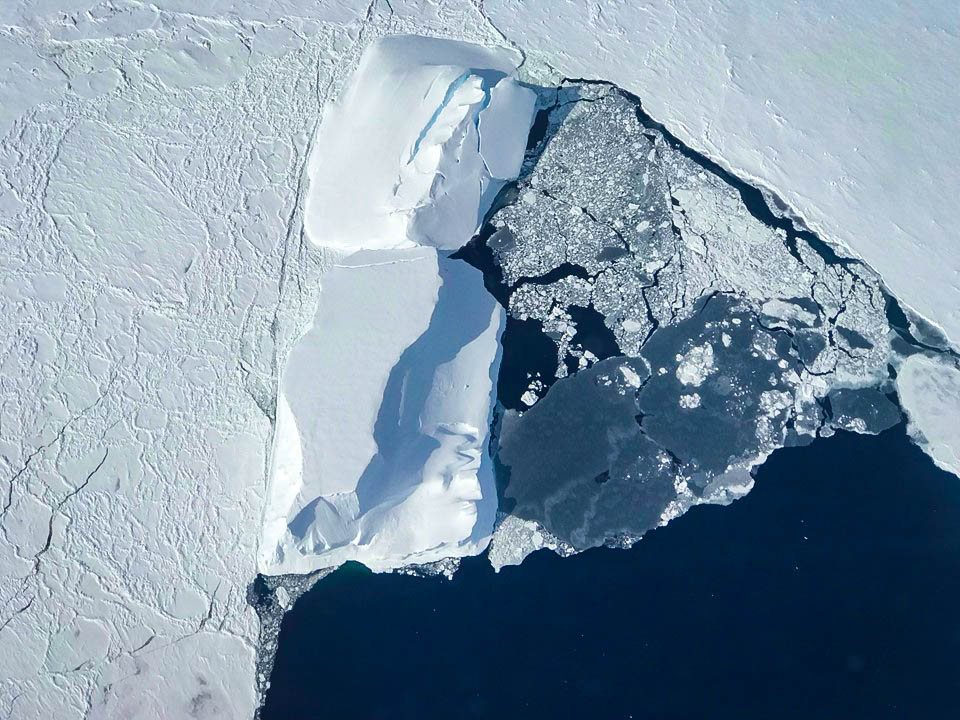
ledovec nacházející se v lokalitě

Ellsworthova země je oblast v Západní Antarktidě vymezená ze severovýchodu Antarktickým poloostrovem (přesněji Palmerovou zemí), ze severu Bellingshausenovým mořem, ze západu zemí Marie Byrdové a z východu Filchnerovým–Ronneové šelfovým ledovcem.
V jižní části Ellsworthovy země se nalézá Ellsworthovo pohoří, ve kterém leží nejvyšší hora Antarktidy, Vinson Massif (4892 m n. m.).
Země byla pojmenována po polárníkovi Lincolnu Ellsworthovi, který přes ni přeletěl v roce 1935.